# Carlota Amàlia de Nassau-Dillenburg
Carlota Amàlia de Nassau-Dillenburg (en alemany Charlotte Amalie von Nassau-Dillenburg) (Dillenburg, Alemanya, 13 de juny de 1680 - Biebrich, 11 d'octubre de 1738) va ser una noble alemanya. Era filla del príncep Enric de Nassau-Dillenburg (1641-1701) i de la princesa Dorotea Elisabet de Schlesien-Liegnitz (1646-1691).

## Matrimoni i fills
El 15 d'abril de 1706 es va casar amb Guillem Enric de Nassau-Usingen (1684-1718), fill de Wolrad de Nassau-Usingen (1635-1702) i de Caterina de Croy-Roeulx (1637-1686). El matrimoni va tenir nou fills:
- Francesca (1707-1750)

- Enric (1708-1708)

- Amàlia (1709-1709)

- Guillem (1710-1710)

- Carles (1712-1775), príncep de Nassau-Usingen, casat amb Cristina Guillemina de Saxònia-Eisenach 1711-1740).

- Lluís (1714-1714)

- Hedwig (1714-1786)

- Joana (1715-1716)

- Guillem de Nassau-Sarrebrück, príncep de Nassau-Sarrebrück, casat amb Sofia d'Erbach (1725-1795).

Després de la mort del seu marit, el 1718 Carlota Amàlia va exercir de regent fins que el príncep Carles arribà a la majoria d'edat.